# Khmis Ksiba
Khmis Ksiba (àrab خميس القصيبة) és una comuna rural de la província de Sidi Bennour de la regió de Casablanca-Settat. Segons el cens de 2014 tenia una població total de 5.665 persones.